# Medaglia commemorativa del matrimonio del principe Ranieri III con la principessa Grace
La medaglia commemorativa del matrimonio del principe Ranieri III con la principessa Grace era un'onorificenza del Principato di Monaco.

## Storia
La medaglia venne istituita dal principe Ranieri III di Monaco nel 1956 per commemorare il suo matrimonio con Grace Kelly.

## Assegnazione
Al personale civile, in servizio o di riserva, delle forze armate che hanno completato cinque anni di servizio regolare al 1956 nonché ai membri della famiglia reale.

## Insegne
- La medaglia è composta da un disco circolare d'oro, d'argento o di bronzo a seconda del grado, sostenuto al nastro tramite una corona principesca del medesimo materiale. Sul fronte della medaglia si trovano raffigurati i volti della coppia principesca rivolti verso sinistra, con la principessa in primo piano ed il principe sullo sfondo. Sul retro si trova invece lo stemma del principato di Monaco con sotto la data "19 AVRIL 1956", ovvero la data del matrimonio.
- Il nastro è bianco con lo stemma del principato in rosso al centro.